# Tartan
Ne doit pas être confondu avec Tweed (tissu).
Pour les articles homonymes, voir Tartan (homonymie).

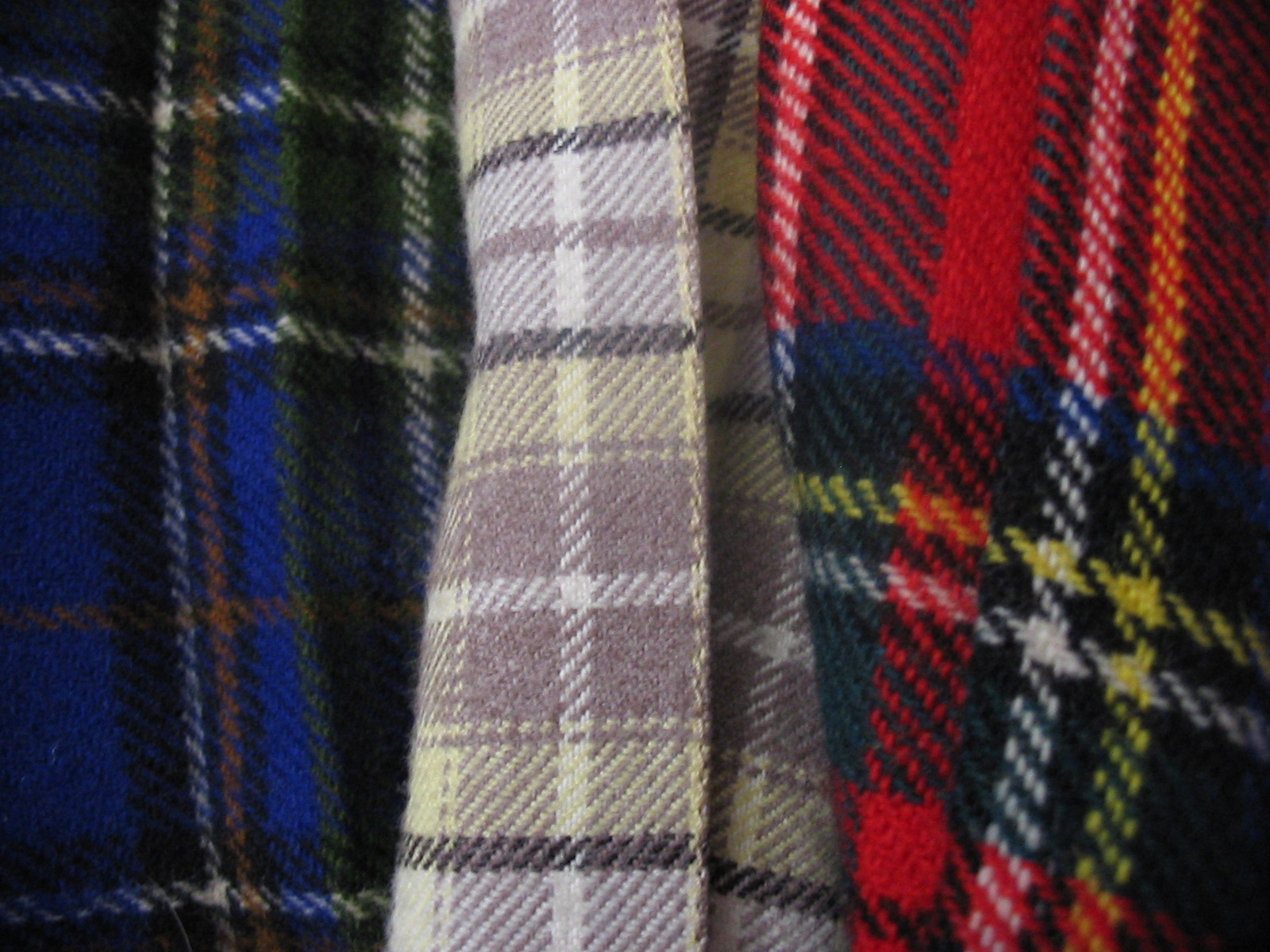
Trois exemples de tartans.

Le tartan est une étoffe de laine à carreaux de couleurs, typique des peuples celtes. Il s'agit d'un motif de lignes horizontales et verticales entrecroisées, de multiples couleurs. Les tartans étaient à l'origine réservés aux tissus, mais sont maintenant utilisés sur de nombreux autres matériaux. Les kilts écossais sont ainsi quasiment toujours réalisés dans un tissu à motif de tartan.
Un tartan est constitué de bandes alternées de fils teints dans la masse, aussi bien pour la trame que pour la chaîne. La trame est tissée en sergé simple, la chaîne passant deux fils dessus et deux dessous, en progressant d'un fil à chaque passage. Le motif est constitué de bandes alternées de fils de laine colorés tissés à angle. Ceci forme des hachures diagonales aux sites d'entrecroisement et crée de nouvelles couleurs à partir du mélange des deux teintes d'origine. Les blocs de couleur qui en résultent se répètent verticalement et horizontalement, formant un motif de carrés et de lignes distinctif, le sett.
En Écosse, les tartans sont associés aux clans, aux familles depuis le XIXe siècle. Le port du costume fut interdit par le conquérant anglais le 1er août 1747 (les tartans ont été autorisés à nouveau en 1782). Plus tard, les tartans furent élargis aux institutions écossaises, notamment à la suite de la publication du livre Vestiarium Scoticum par les frères Allen en 1842. Les kilts sont presque toujours décorés de tartans. Le tartan est aussi appelé plaid en Amérique du Nord, mais, en Écosse, ce mot désigne la couleur et le motif du tissu tartan jeté sur l’épaule, ou une couverture.

## Histoire

### Origines

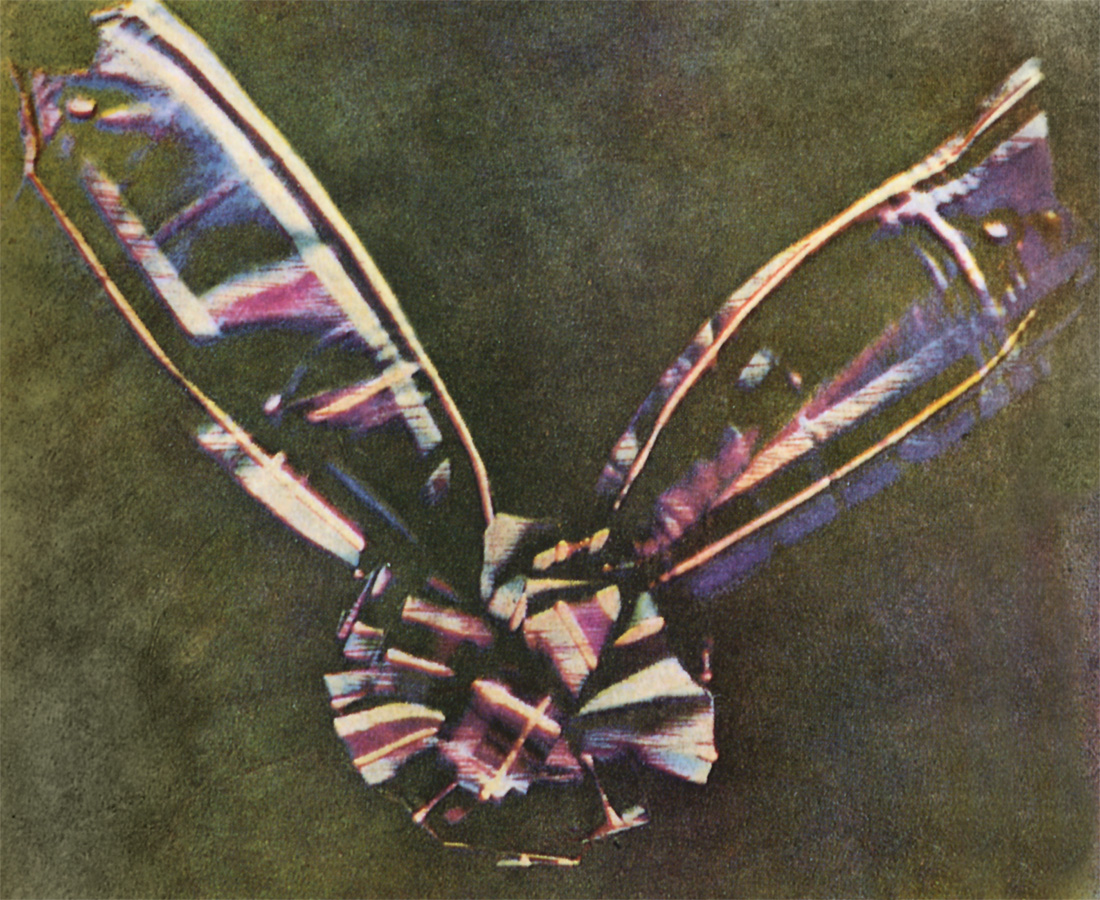
La première photographie en couleurs, réalisée par le scientifique écossais James Clerk Maxwell en 1861, représentait un ruban de tartan.

Des figurines de jade portant des coiffes tartan et remontant au moins à 3500 avant Jésus-Christ ont été trouvées en Chine et sont plausiblement liées aux tokhariens.
Les plus anciennes traces de tartan ont été retrouvées dans des tombes tokhariennes de l'Ouest de la Chine et sont similaires aux sépultures des populations européennes de l'âge du fer (v. 800 av. J.-C.). Les cadavres inhumés, qui étaient de morphotype non oriental mais caucasien, portaient des « twill » tissés et des motifs de tartans, semblables aux motifs celtes du nord-ouest de l'Europe. Les Celtes inhumés portaient des manteaux faits d'un tissu à carreaux ; le motif était constitué de plusieurs couleurs imbriquées, semblable aux tartans écossais, irlandais et gallois.
Les motifs de tartan ont été utilisés dans le tissage britannique et irlandais depuis des siècles ; le tartan northumbrien (en) est tenu par certains comme étant le plus ancien connu. Un prédécesseur possible de ce tartan date du IIIe siècle ; retrouvé près du mur d'Antonin, ce Falkirk sett est un motif à carreaux de laine blanche et marron, sans teinture, des moutons de la race Soay. Le tissu avait été utilisé pour couvrir un pot en terre cuite recelant un trésor de pièces d'argent.
Les tissus multicolores ont été utilisés par les Celtes depuis des temps immémoriaux ; le nombre de couleurs dépendait du rang du porteur. Le tartan des servants affichait une seule couleur ; deux couleurs pour celui des paysans et agriculteurs ; trois couleurs pour les officiers;  cinq couleurs pour les chefs ; six pour les druides et les poètes ; et enfin sept pour les rois.
Les couleurs peuvent toutefois être rattachées aux origines géographiques du clan :
« […] le vert brille dans les clans qui viennent d'Irlande, comme les Mac-Kenzies ; le rouge dans les Celtes-Bretons, comme les Mac-Grégor, et le jaune dans les clans danois, comme les Mac-Leods. »
— Louis Énault, Angleterre, Écosse, Irlande : voyage pittoresque (1859).

### Le tartan avant les rébellions jacobites

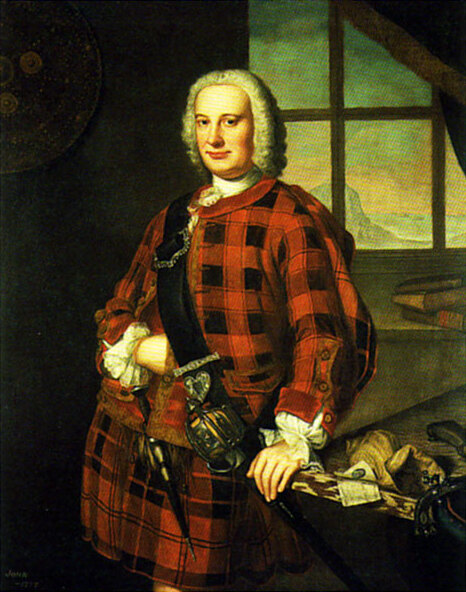
John Campbell of the Bank (1749). Le tartan actuel du clan Campbell est à dominante verte.

À l'époque de Martin Martin (années 1700), les tartans étaient semble-t-il utilisés pour différencier les habitants de districts différents, et non de familles différentes comme aujourd'hui. L'explorateur Martin Martin mentionne expressément que les habitants de plusieurs îles n'étaient pas vêtus de manière identique, mais que les motifs (setts) et les couleurs des tartans variaient d'île en île. Comme il ne mentionne pas l'utilisation d'un motif spécifique par famille, il apparaîtrait ainsi que cette distinction est d'apparition plus récente, dérivée de l'ancienne coutume d'un tartan spécifique de la région. Chaque famille ou chaque clan étant prédominante dans sa région d'origine, elle aurait adopté le tartan du district comme emblème familial. Les informations de Martin Martin n'étaient par ailleurs pas basées sur des on-dit, l'auteur écossais étant né à l'île de Skye et ayant été élevé au cœur des Highlands et de leurs coutumes.
Il était toutefois fréquent pour un habitant des Highlands de porter plusieurs tartans à la fois. En 1587, une charte accordée à Hector Maclean de Duart demandait de lui un loyer de 60 aunes de tissus de couleurs blanche, noire et verte. En 1689, un témoin de la bataille de Killiecrankie décrit les « hommes de McDonnell et leurs triples rayures ».
À partir de 1725, la force gouvernementale des Highland Independent Companies introduit un tartan standardisé, choisi afin d'éviter l'association avec un clan, et qui fut adopté définitivement lorsqu'ils devinrent le régiment Black Watch en 1739.
L'association d'un nom de clan avec les tartans a pris son essor au XIXe siècle avec la publication du Vestiarium Scoticum, qui s'est révélé être un faux.
Comme le kilt, il ne s'agit pas d'une tradition très ancienne, du moins telle qu'on la perçoit de nos jours avec des motifs associés précisément à un clan. David Stewart of Garth, fondateur de la Celtic Society en 1820 et passionné de l'histoire de l'Écosse, publie un ouvrage en 1822 dans lequel « il affirme que les tartans ont toujours eu des motifs différents, emblématiques des clans », relève l'historienne Anne-Marie Thiesse. En réalité, les différences de motif étaient davantage une question de goût pour celui qui portait le tartan et qui avait les moyens de faire réaliser du tissu coloré, la plupart des gens se contentant d'un tissu brun. L'association d'un motif à un clan en particulier répond en réalité à des impératifs économiques de fabrication de tissu, une « opération inscrivant dans une longue tradition historique les créations plus ou moins récentes de l'industrie textile ». La Highland Society de Londres valide ainsi l'idée imaginaire que tel motif appartient à tel clan.
En 1822, le roi George IV vient à Édimbourg. Président de la Celtic Society, Walter Scott organise la cérémonie pour l'accueillir et invite chaque chef de clan à s'y rendre avec des hommes portant des kilts. Même le roi se prête au jeu. Cela participe de l'invention du tartan avec des motifs identifiés comme d'une tradition millénaire, dans le contexte de la création des identités nationales en Europe à cette époque, et de l'intégration de l'Écosse dans l'histoire britannique.

## Construction et description

### Motif de tissage
Le tartan est un sergé simple (2/2), dans lequel les fils de chaîne et de trame sont des fils de couleur variées. La séquence de couleur des fils (the sett) forme un motif généralement symétrique, qui s'inverse sur les pivots, et généralement identique entre chaîne et trame.
Dans le diagramme A, la séquence va du premier pivot au second, puis s'inverse du second au troisième, puis se répète du troisième au quatrième, et ainsi de suite. Dans le diagramme B, la trame suit la même séquence. Le résultat du croisement, symétrique, est donné par le diagramme C.

Diagramme A, la chaîne.
Diagramme B, la trame.
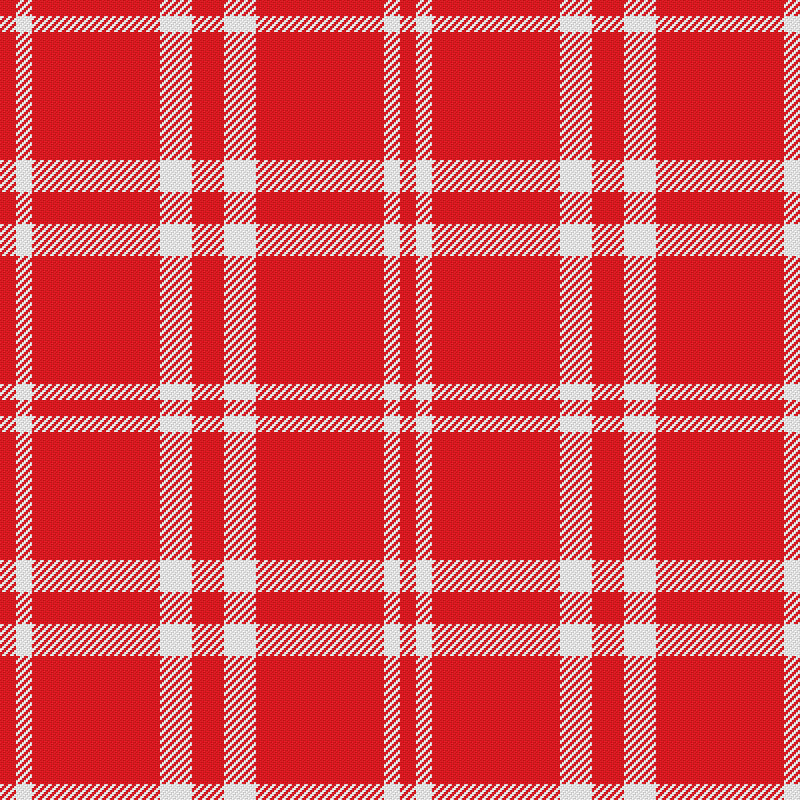
Diagramme C, le tartan. Combinaison de la chaîne et de la trame.

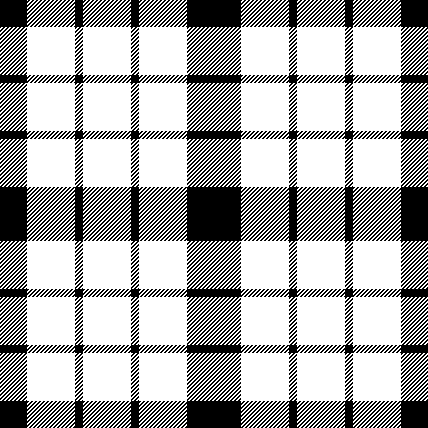
Un motif simple à deux couleurs : K54 W48 K8 W48 (McFarlane). L'intersection d'une bande blanche et d'une noire donne une plage grise.

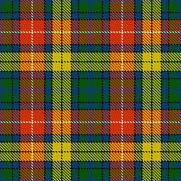
Exemple de tartan sans inversion : Clan Buchanan.

Cependant, certains tartans ne sont pas symétriques : la séquence peut se répéter sans inversion, et certains tartans très rares n'ont pas exactement la même séquence en chaîne et en trame.
Chaque fil de la chaîne croise chaque fil de la trame à angle droit. Quand les fils de chaîne et de trame sont de la même couleur, ils produisent une aire de couleur unie dans le tartan. Quand les fils sont de couleurs différentes, l'aire où ils se croisent est un mélange des deux couleurs en égale proportion, et le tissage en sergé donne à cette aire des rayures diagonales alternant ces couleurs de manière caractéristique. Ainsi, un motif comportant deux couleurs de base donnera un tartan à trois couleurs, deux unies et une mélangée. Le nombre total de couleurs du tartan (en incluant les mélanges) augmente avec le nombre n de couleurs de base comme n(n+1)/2 : ainsi, un motif comprenant six couleurs de base produira quinze mélanges, pour un total de vingt et une couleurs différentes sur le tartan. De ce fait, plus le nombre de couleurs de base est élevé, plus le motif du tartan devient confus.

### Description de la séquence
Un tartan peut être décrit avec précision en donnant les couleurs qui forment la séquence, et le nombre de fils de chaque plage de couleur (les premières descriptions de tartan étaient faites en mesurant la largeur de chaque bande en huitièmes de pouce, soit 3,2 mm). Les couleurs sont généralement notées par la première lettre de leur nom (anglais), le Noir étant noté par K (black) pour ne pas être confondu avec le bleu (Blue). Ainsi, la séquence « K54 W48 K8 W48 » correspond à 54 fils noirs, puis 48 blancs, 8 noirs, et encore 48 blancs. Dans cette description, les deux couleurs extrêmes sont les pivots, et ne sont pas répétées lors de l'inversion. Le motif complet sera donc « K54 W48 K8 W48 K8 W48 K54 W48 K8 W48 K8 W48… ».
Par convention, le nombre de fils consécutifs d'une même couleur est toujours pair (il correspond à un aller-retour de la navette dans le métier à tisser). Un motif complet peut typiquement comprendre de l'ordre de 250 fils, pour des motifs d'une quinzaine de centimètres (soit sensiblement deux fils pour 3,2 mm). La largeur du motif dépend évidemment du diamètre des fils utilisés.
L'enregistrement officiel d'un tartan fixe un décompte de fil particulier comme référence. Le nombre de fils du décompte peut cependant être modifié en fonction de la taille souhaitée pour le motif global. Un motif de tartan peut faire une quinzaine de centimètres, ce qui sera trop grand pour une cravate. Dans ce cas, le nombre de fils est réduit en conservant les mêmes proportions, de manière à réduire la largeur du motif à six ou sept centimètres. Dans les réductions ou extensions de motifs, il faut prendre soin de préserver les proportions du under check et les largeurs relatives des filets. Si le damier de base dessine des carrés réguliers, l'ajout de filets doit maintenir cette régularité.

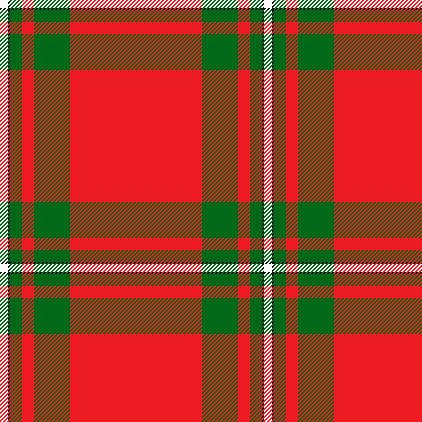
MacGregor : Under check de deux bandes rouges et vertes de même épaisseur ; filet blanc légèrement bordé de noir.
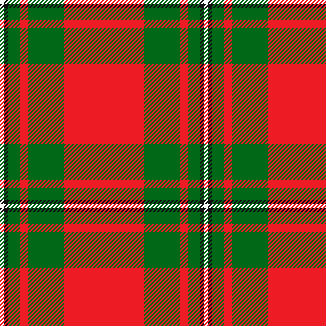
MacGregor of Cardney : Les bandes vertes du undercheck sont 50% plus larges que les rouges ; la bordure noire est de même épaisseur que le filet blanc.

Les différences de proportion peuvent être significatives. Ainsi, sur le tartan MacGregor, le grand carré rouge a les mêmes dimensions que sa contrepartie de neuf carrés verts dans le under check. En revanche, pour le MacGregor of Cardney, le carré rouge est de même surface qu'un bloc de quatre carrés verts. De même, sur le tartan MacGregor, le filet blanc est deux fois plus large que sa bordure noire, alors que sur celui de MacGregor of Cardney, les trois filets sont de même largeur. En revanche, le nombre de fil des plages rouges ou vertes n'est pas significatif. Ces différences sont suffisantes pour que dans le Clan MacGregor, seuls les MacGregor of Cardney sont autorisés à porter le second tartan.

### Nuances de couleurs

La marque Burberry est reconnaissable aux couleurs de son tartan, le « Haymarket Check » (K16 W16 K16 T56 R8).

Les couleurs utilisées dans un tartan classique sont les mêmes couleurs de base qu'en héraldique : blanc et noir, rouge et vert, jaune et bleu, et plus rarement orange et violet. Ces couleurs peuvent être rendues suivant des nuances variées sans changer la lecture du tartan (de même que les couleurs héraldiques), ce qui conduit à des variations possibles dans le rendu d'un même tartan. Les tartans rendus suivant ces variantes sont parfois qualifiées de « ancien » ou « modernes ». Un rendu « moderne » correspond à un tartan utilisant des teintures chimiques, par opposition aux teintures naturelles. Ces teintures chimiques, plus économiques et d'emploi plus facile, ont été employées à partir du milieu du XIXe siècle, au moment où le tartan a fait l'objet d'une production industrielle massive.
Les teintures chimiques tendent à produire des couleurs très franches et plutôt sombres. Dans un tartan « moderne », les motifs bleus, verts et noirs tendent à être obscurcis. Un tartan « ancien » aura des nuances plus claires, du type de celles obtenues par des colorants naturels.
L'idée que les couleurs utilisées pour un tartan ont une signification symbolique est purement moderne (en particulier, il est faux de supposer que les tartans traditionnels à dominante rouge étaient des tartans de guerre, sur lesquels le sang était moins visible). De nombreux tartans officiels de création moderne donnent une signification symbolique aux couleurs utilisées : le vert symbolise parfois des prairies ou des forêts, le bleu peut représenter des lacs ou des rivières, et le jaune rappelle des champs de blé ou de céréales.

## Composition et lecture

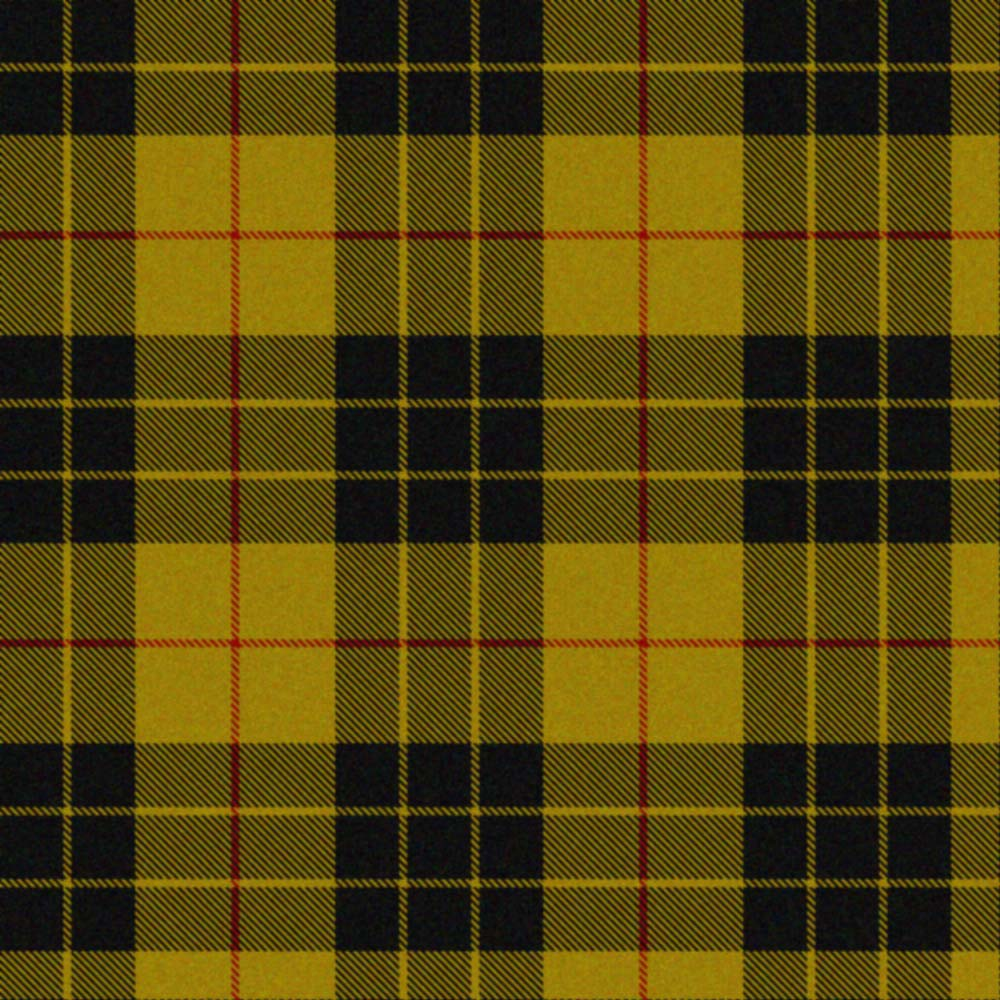
McLeod (K16 Y2 K16 Y24 R2). Damier de base (under check) jaune et noir.

Les tartans sont très souvent composés par un fond de deux (ou trois) couleurs dominantes formant de larges bandes, le damier de base (under check, ou « échiquier sous-jacent »), recoupées ou bordées par des filets secondaires fins qui forment un réseau au-dessus de cet échiquier (over check). Les tartans les plus simples n'ont que deux couleurs dans le damier de base, et très peu de filets secondaires (voire pas du tout). On peut citer comme exemple particulièrement simple les tartans Shepherd (noir et blanc), Rob Roy (rouge et noir) ou Moncrieff (rouge et vert), qui sont à damier simple bicolore sans autre filet secondaire. Par exemple, le tartan McLeod (K16 Y2 K16 Y24 R2) est essentiellement formé de bandes jaunes et noires, les bandes jaunes étant recoupées d'un filet central rouge, et les noires de deux filets jaunes.

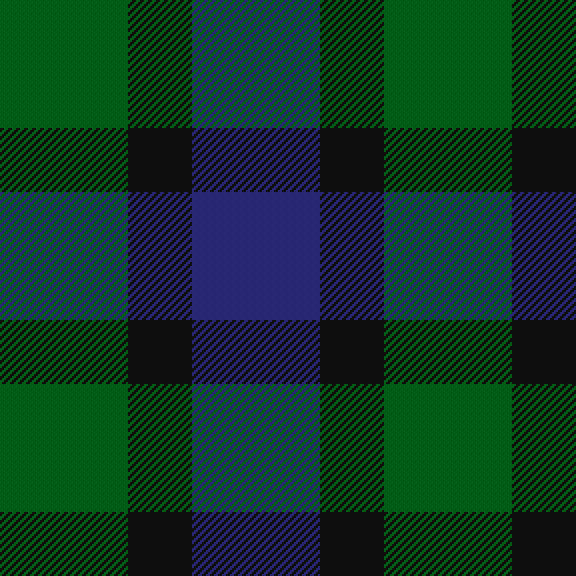
Base (undercheck) du Clan Campbell : Bandes bleues et vertes séparées par une demi-bande noire.

Le filet peut souvent alterner simple ou double épaisseur sur un même tartan. Un filet simple peut se limiter à quatre fils, voire deux dans des sets plus resserrés ; un filet large fera le double du filet simple. Quand le filet est pris à l'intérieur d'une bande, ses fils viennent toujours en déduction de la largeur de cette bande, de manière à maintenir la régularité des carrés dessinés par le under check. Lorsqu'ils sont en bordure d'une bande, le traitement est plus variable suivant qu'ils sont compris comme une altération de la bande (en déduction) ou comme une séparation (fils ajoutés). Le damier de base peut alors passer pour une illusion d'optique, parce que ses éléments sont dissociés par le réseau complémentaire : c'est l'œil qui le reconstitue.
La similitude du damier de base traduit souvent des liens de parentés. Ainsi, pour le Clan Campbell, les différents tartans autorisés par le chef de clan partent d'un même motif tricolore, de bandes bleues et vertes séparées par une demi-bande noire  (de type b60 k20 g60). Ce motif de base fait ensuite l'objet de variantes à travers l'ajout de filets variés, souvent centrés sur une des bandes, parfois doubles, parfois eux-mêmes bordés…

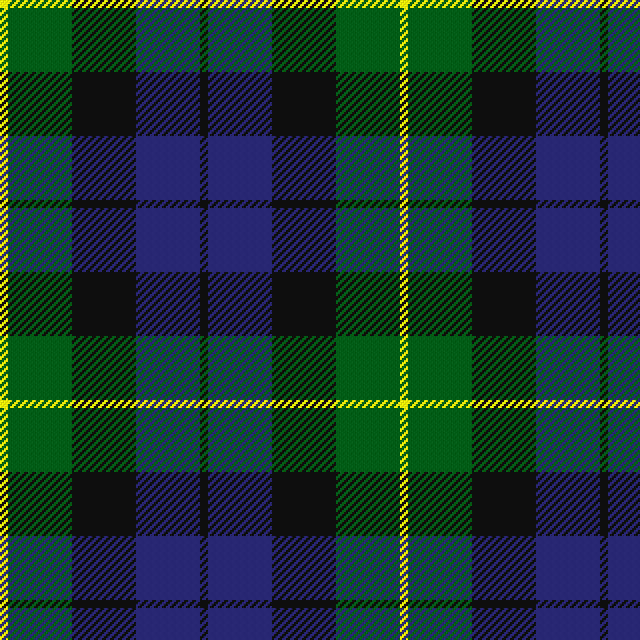
Clan Campbell Breadalbane : la bande verte chargée d'un filet jaune, la bande bleue chargée d'un filet noir.
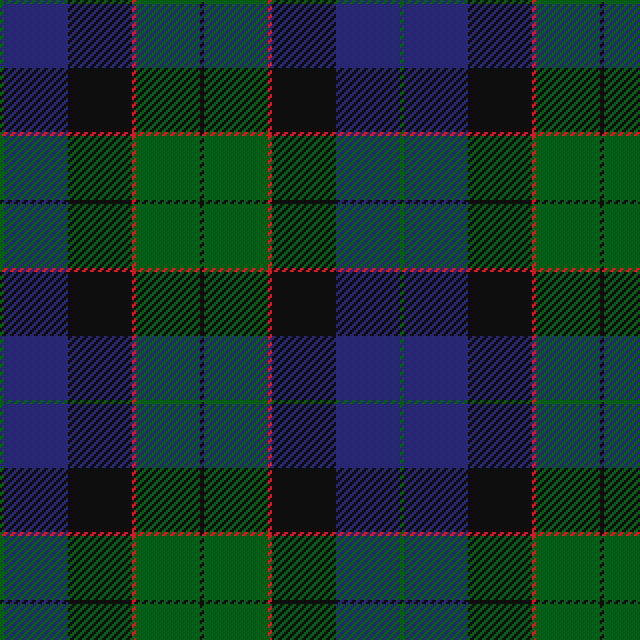
Clan Fergusson of Balquhidder : bandes vertes chargées d'un filet bleu et délimitées d'un filet rouge, bandes bleues chargées d'un filet vert.
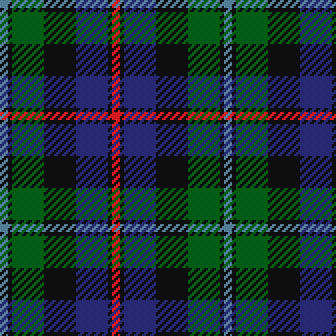
Clan Campbell of Cawdor : la bande verte chargée d'un filet rouge bordé de noir, la bande bleue chargée d'un filet blanc bordé de noir.
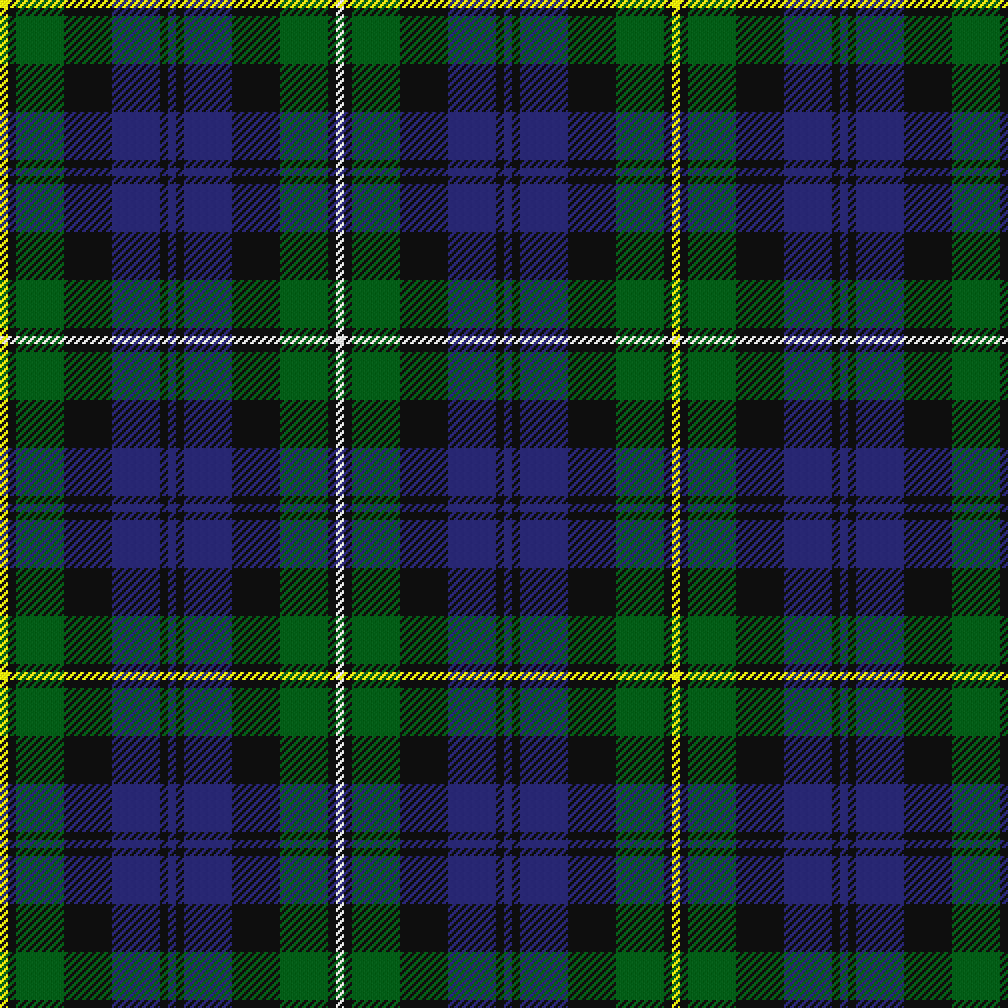
Clan Campbell of Loudoun : la bande verte chargée d'un filet bordé de noir alternativement blanc et jaune (fausse symétrie), la bande bleue chargée d'un double filet.

Les filets secondaires peuvent comporter des petites asymétries qui n'apparaissent qu'à un examen attentif. Ainsi, pour le réseau complémentaire des Black Watch, formé sur une base (undercheck) du Clan Campbell, les bandes bleues ne sont pas toutes recoupées de la même matière : elles ont alternativement un double filet central, puis deux doubles filets latéraux. De ce fait, le motif complet (b24 k4 b4 k4 b4 k20 g24 k6 g24 k20 b22 k4 b4) a en réalité un pas deux fois plus grand qu'il n'y paraît à première vue ; mais la différence étant en noir sur fond bleu est peu immédiate. De même, le motif des Clan Campbell of Loudoun comporte sur la bande verte un filet central alternativement blanc et jaune ; mais la différence entre le blanc et le jaune n'est que peu apparente.

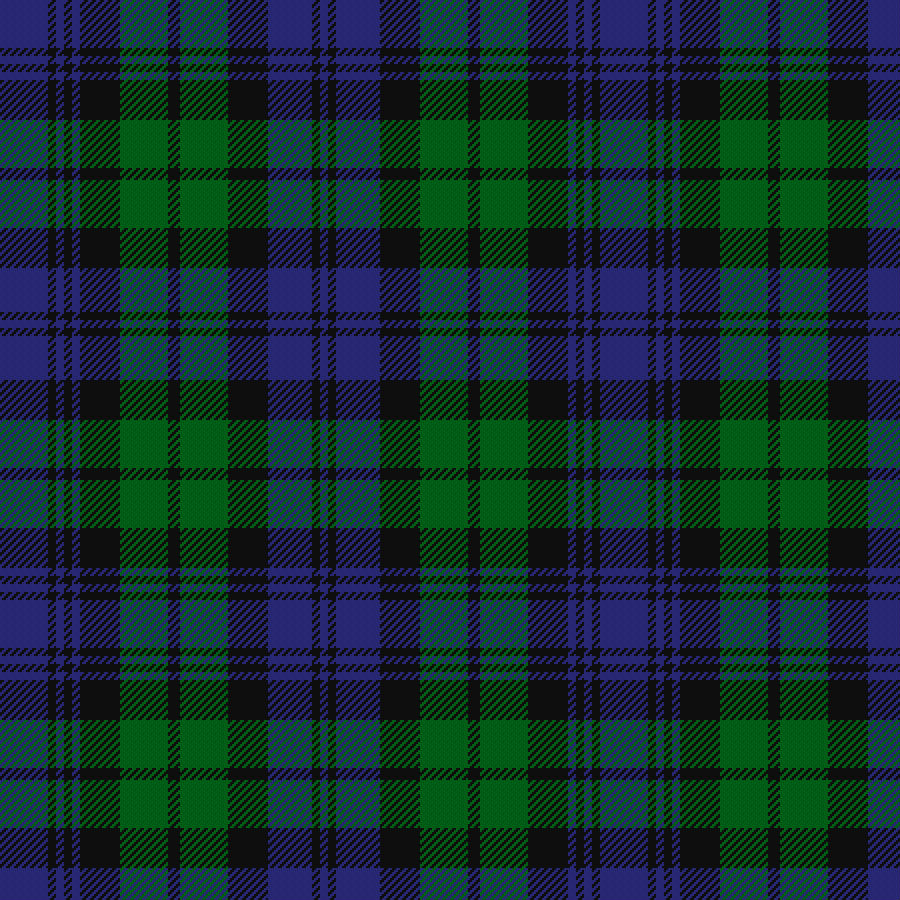
Clan Campbell (Black Watch) : bande verte chargée d'un filet bleu, bande bleu chargée alternativement d'un double filet et de deux doubles filets (fausse symétrie).
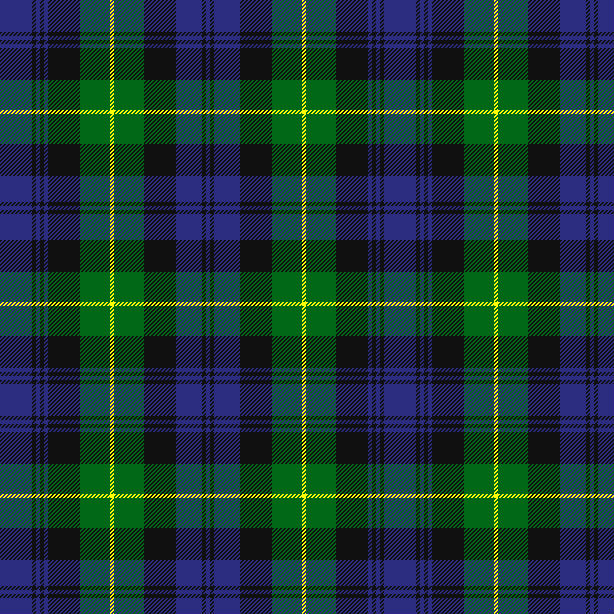
Clan Gordon : Sur une base Black Watch, la bande verte est chargée d'un filet jaune.
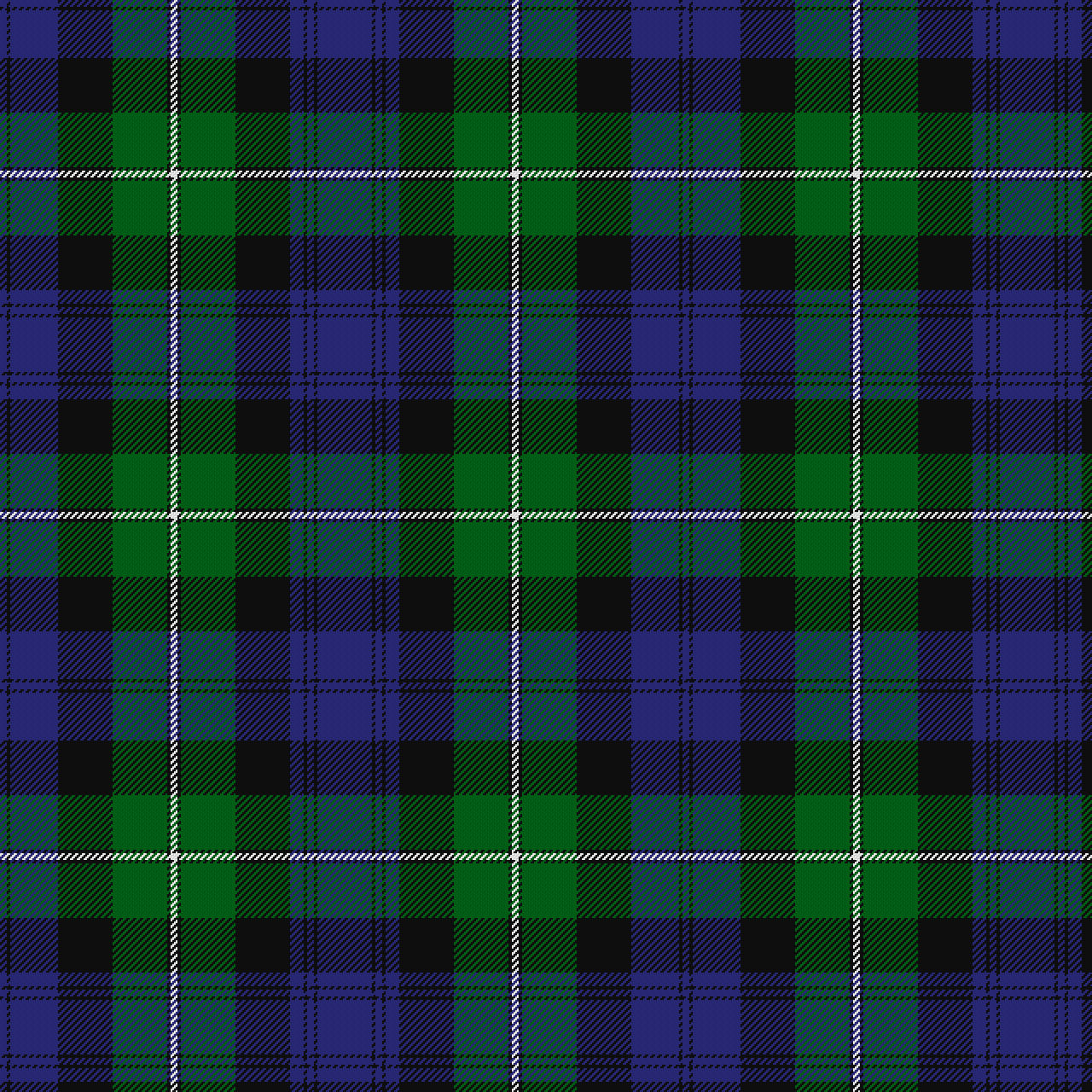
Clan Forbes : Reprend la construction Black Watch, la bande verte étant chargée d'un filet blanc bordé de noir. Le Clan Lamont est pratiquement identique (le filet blanc n'est pas bordé de noir).
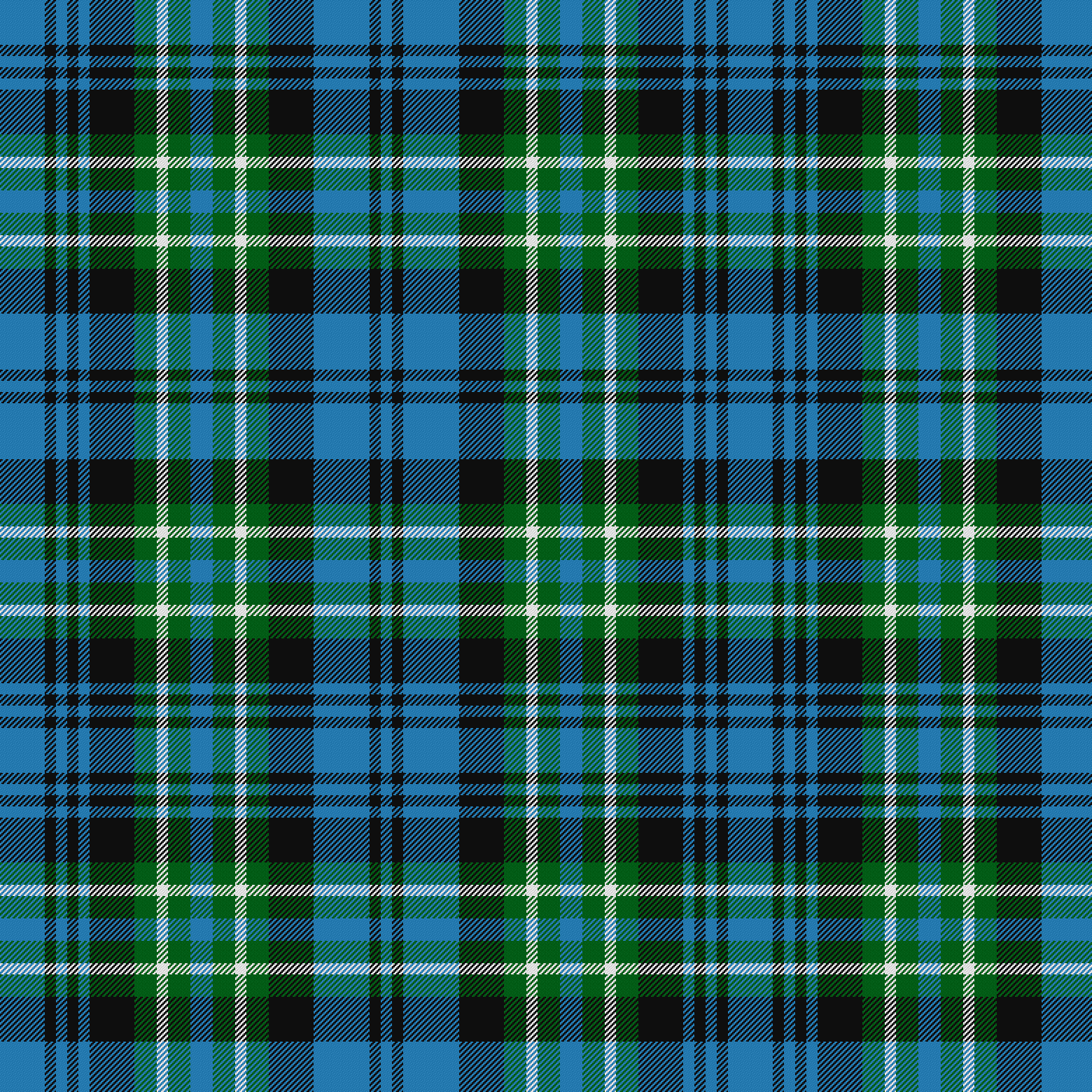
Clan Arbuthnott : Reprend la construction Black Watch, où les bandes vertes sont chargées d'un large ruban central bleu accosté de deux rubans blancs.

Par rapport au under check, les augmentations prennent parfois la forme d'une bande centrale supplémentaire prenant la place du « pivot » (virtuel). Ainsi, le tartan Clan MacDonald, de formule [B/32 R2 B2 R4 B48 R2 K48 G48 R4 G2 R2 G/32 ] « augmente » la base en séparant les bandes bleues et noires d'un filet rouge, mais surtout, en augmentant les bandes vertes et bleues d'une demi-bande de même teinte, bordée de deux filets (simple puis double). Par rapport à une formule non augmentée où les bandes sont simplement chargée d'un filet rouge central [… R/4], l'augmentation a ajouté au pivot une séquence [G2 R2 G/32]. De même, le tartan Clan Fergusson, de formule [B/64 K32 G32 R4 G32 K2 W/4], a augmenté une formule où la bande centrale vert est chargée d'un filet rouge central [… G32 R/4] par l'ajout de la séquence [G32 K2 W/4] qui double la largeur du undercheck vert.

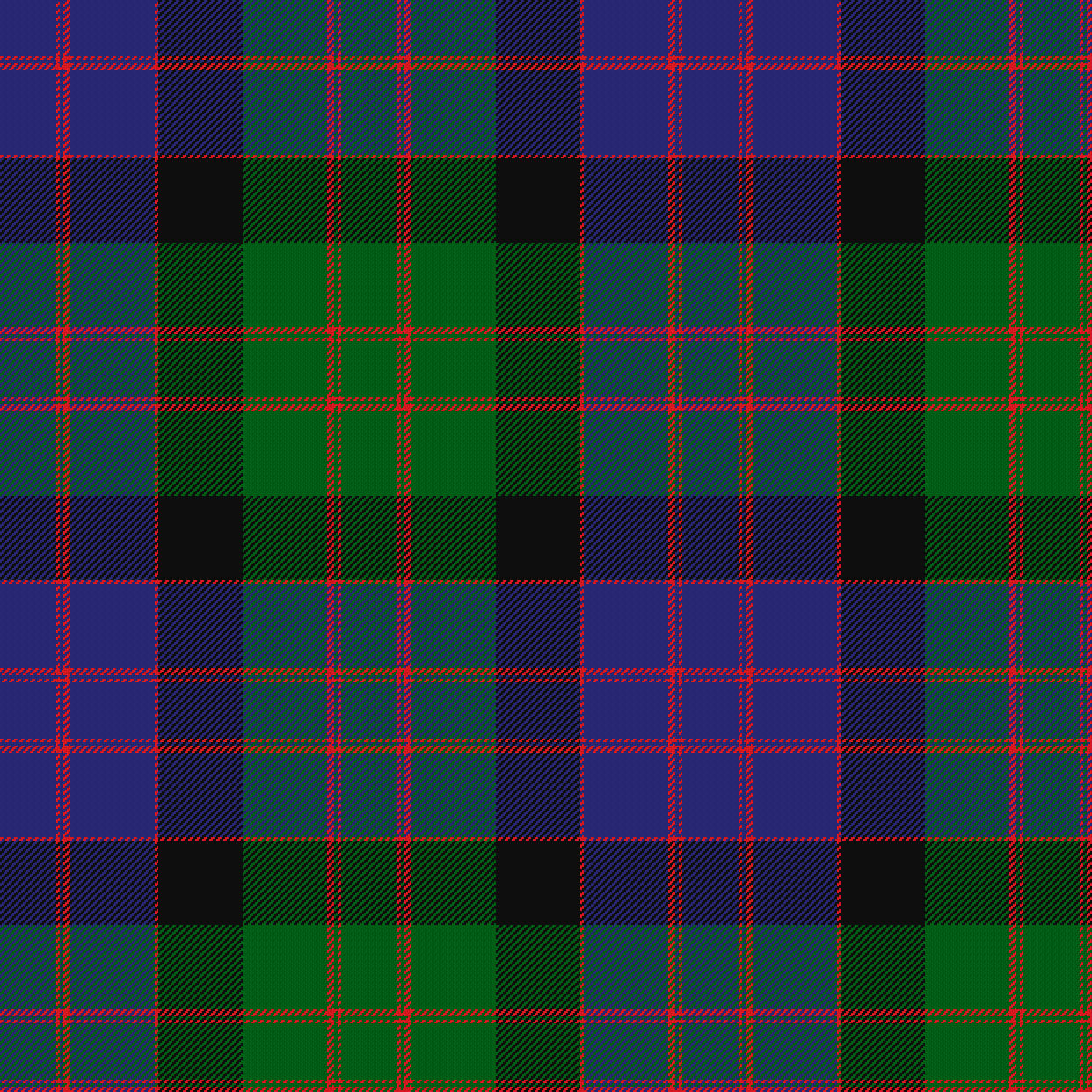
Clan MacDonald : Sur une Base du Clan Campbell, bleu et noir sont séparés par un filet rouge, et les bandes bleues et vertes sont augmentées d'une bande du même, bordée d'un filet simple et limitée d'un filet double (type R4 G2 R2 G32).
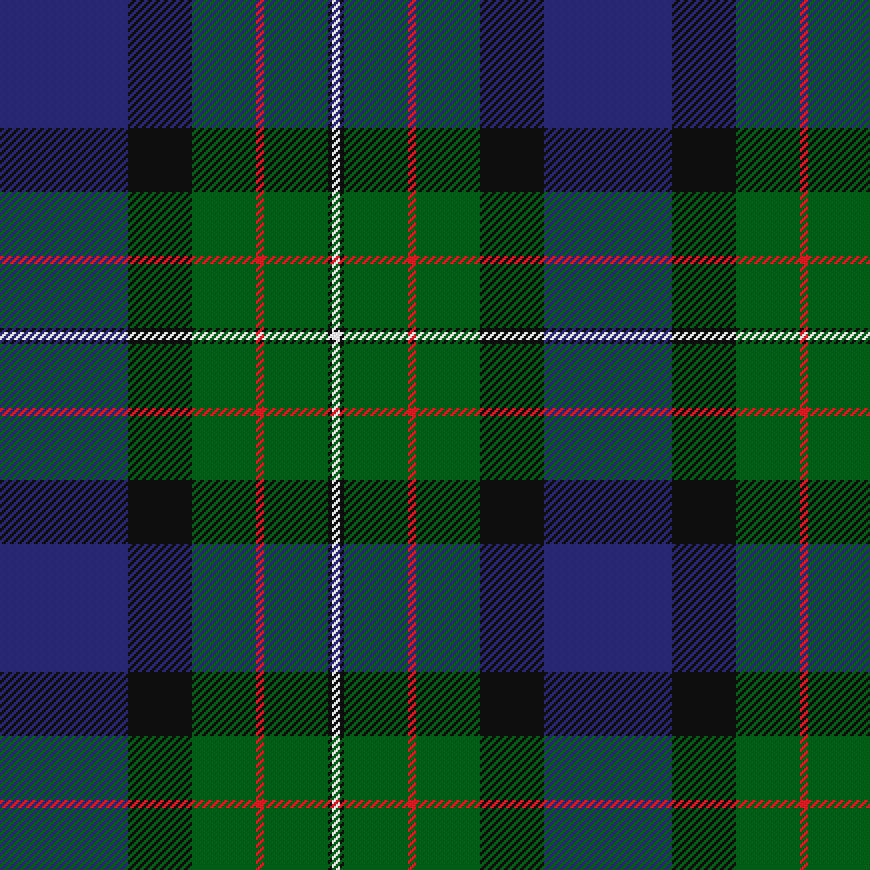
Clan Fergusson : Sur une Base du Clan Campbell, la bande verte est augmentée d'une bande du même bordée de deux filets rouges et chargée d'un filet blanc bordé de noir.

## Autres tartans
La Scottish Tartans Authority a enregistré tous les tartans anciens ainsi que les tartans plus récemment inscrits officiellement comme ceux pour des institutions, des particuliers ou des représentants de la communauté sikh ou juive. Toutes les données concernant les tartans sont détenues par la Scottish Register of Tartans. Quiconque peut enregistrer un tartan en payant les frais correspondants (₤70 en 2025).

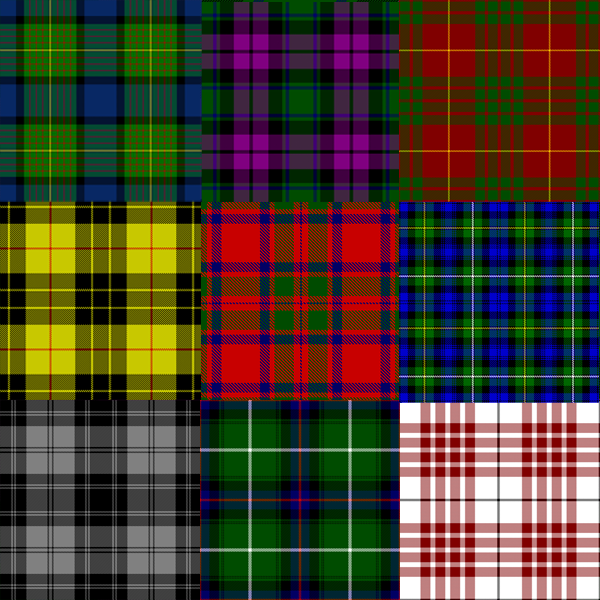
Neuf motifs de tartans.

## Mode
Dans les années 1970, le mouvement punk s'approprie le tartan pour critiquer la classe dirigeante. En 2013, une exposition sur le punk au Costume Institute du Metropolitan Museum of Art de New York lui redonne une visibilité et l'invite dans les collections d'Yves Saint Laurent ou Stella McCartney. Il est par ailleurs constitutif des marques Burberry, Vivienne Westwood et Alexander McQueen.

## Fiction
En 1942, soit bien avant la création de Picsou, Walt Disney avait fait déposer un tartan officiel nommé « McDuck Final Version » auprès des autorités écossaises qui enregistrent les tartans reconnus. En 1984, Disney crée également un tartan brun, vert et noir enregistré sous le nom « MacDuck » au Registre mondial écossais des tartans,.